# 심장
심장(心臟, heart) 또는 염통은 대부분의 동물에서 순환계의 혈관을 통해 혈액을 순환시키는 근육 기관이다. 내보내진 혈액은 폐로 이산화탄소와 같은 대사폐물을 운반하면서, 산소와 영양분를 몸에 공급한다. 인간의 심장은 거의 주먹 크기이며, 흉부의 종격 안, 폐 사이에 위치한다. 보다 정확히는 가슴 한가운데 흉골을 기준으로 왼쪽에 2/3, 오른쪽으로 1/3이 위치한다. 심장은 인체에 퍼져 있는 총 80,000km(성인 기준) 이상 되는 혈관으로, 날마다 쉬지 않고 혈액을 순환시킴으로써 물질대사를 비롯하여 인체가 살아있도록 하는 데 결정적인 역할을 한다. 심장은 관상 동맥이라는 두 개의 작은 동맥들에 의해 영양분을 공급받으며 내막, 중막, 외막으로 이루어져 있다.
인간과 다른 포유류, 조류에서 심장은 네 개의 부분으로 나뉜다. 이는 좌심방과 우심방, 그리고 좌심실과 우심실이다. 일반적으로 우심방과 우심실은 함께 "우심장"이라고 부르고 좌심방과 좌심실은 "좌심장"이라고 부른다. 반면에 물고기는 심방과 심실, 두 개의 부분이 있는 반면, 파충류는 세 개의 부분이 있다. 건강한 심장에서는 판막이 역류를 막아 혈액이 한쪽 방향만으로 흐르게 된다. 심장은 또한 소량의 심낭액을 포함하는 보호 주머니인 심막에 둘러싸여 있다. 심장의 벽은 심외막, 심근, 심내막의 세 개 층으로 이루어져 있다.
심장은 굴심방결절의 심박조율기 세포에 의해 형성되는 리듬에 맞춰 혈액을 펌프질한다. 심박조율기 세포는 심장이 수축하게 만드는 전류를 만들며, 전류는 방실결절을 통과하며 심장 전기 전도계를 따라 움직인다. 사람에서 산소가 부족한 혈액은 위대정맥과 아래대정맥을 통해 우심방으로 들어가 우심실로 이동한다. 이후 폐를 거치며 폐순환으로 들어가 이산화탄소는 내보내고 산소를 얻는다. 산소가 풍부한 혈액은 좌심방으로 돌아오고, 좌심실에서 대동맥을 통해 체순환으로 들어간다. 체순환은 동맥, 세동맥, 모세혈관(혈관과 세포 사이에 영양분이나 다른 물질들, 특히 세포가 이산화탄소를 내놓고 산소를 얻는 등 교환이 일어나는 혈관), 세정맥, 정맥을 거친다. 휴식 중 심박수는 분당 72회 정도이다. 운동은 일시적으로 심박수를 상승시키지만 장기적으로는 휴식기의 심박수를 감소시켜 심장 건강에 긍정적인 역할을 한다.
심혈관계질환(CVD)은 2008년 전 세계 사망자의 30%를 차지한, 가장 흔한 사망 원인이었다. 이 중 3/4 이상은 관상동맥질환과 뇌졸중으로 인한 사망이었다. 심혈관계질환의 위험 인자에는 흡연, 과체중, 운동 부족, 고콜레스테롤혈증, 고혈압, 당뇨병의 조절 실패 등이 있다. 심혈관계질환은 가끔 아무 증상을 보이지 않기도 하지만 흉통이나 호흡곤란의 원인이 되기도 한다. 심장병의 진단은 병력 청취, 청진기를 이용한 심음의 청진, 심전도, 심초음파를 통해 이루어진다. 심장병을 전문으로 하는 전문가들은 심장학자라고 하지만, 심장학 외의 다른 많은 진료과 역시 심장병의 치료에 관여할 수 있다.

## 기능

CG로 만든 심장이 뛰는 모습.

심장의 혈액을 내보내는 작용은 역학적으로는 펌프와 거의 같다. 즉, 심방이 확대되어 정맥에서 혈액을 빨아들인다. 심방의 수축과 심실의 확대에 의해 혈액은 심실로 빨려들어가고, 이어서 심실이 수축하여 혈액을 동맥으로 내보내는데, 이때 심방은 확대되어 다시 정맥으로부터 혈액을 빨아들인다. 이렇게 하여 심장은 태생기에 활동을 개시하고 나서 죽을 때까지 이 운동을 계속한다. 심실에서 시간 당 내보내는 혈액량을 심박출량이라 한다. 건강한 사람이 안정된 상태에서 1회에 60-80㎖, 1분간 약 6~ 8ℓ를 내보낸다. 이 양은 체표 면적에 비례하며, 1m²당 2~3ℓ이다.
심장은 인체에 아주 강한 영향을 미치고 있다. 그 이유는 바로 심장 한 기관이 몸 전체의 기관에 큰 영향을 미치기 때문이다. 혈액은 우리 몸을 돌면서 산소 전달, 이산화탄소 흡수, 여러 영양물질을 공급한다. 그 혈액이 만약 멈추면 이산화탄소 흡수, 여러 영양물질 공급이 중단된다. 그렇기 때문에 심장이 잘못 되면 몸 전체에 아주 치명적인 영향을 미친다. 심장은 조그마한 충격에도 전기활동이 많이 변화하기 때문에 제일 조심해야 하는 부위이기도 하다.

## 구조

심장의 구조.

심장의 바깥쪽은 두 겹의 막으로 에워싸여 있는데, 이를 장막성(漿膜性) 심막이라 한다. 하나는 심장 근육에 밀착해 있어 이것은 심장 윗부분의 혈관이 드나드는 부분(심저)에서 구부러져 다시 심장 전체를 에워싼다. 이 두 겹의 막 사이의 틈을 심막강이라 하며, 내부에는 약간의 활액이 들어 있다. 바깥쪽 심막에는 많은 결합 조직 섬유가 붙어 있는데, 그 때문에 섬유성 심막이라 한다. 그 좌우 양 측면에는 폐의 벽측 흉막과 인접해 있다.
원시적인 심장은 지렁이 등 환형동물에서 볼 수 있다. 지렁이에는 2개의 큰 혈관이 몸의 정중선(正中線)을 따라 등쪽과 배쪽으로 달리고 있어 각각 등혈관·배혈관이라고 불리며, 또 이것을 잇는 횡행 혈관이 있다. 등혈관은 자동적으로 수축하여 혈액을 몸의 뒤쪽으로부터 앞쪽으로 보내며, 등혈관에는 체절마다 판막이 있어 혈액의 역류를 막는다. 한편, 배혈관에는 자동성이 없고 판막도 없다. 이와 같이, 지렁이의 혈액 순환은 등혈관의 자동적인 수축과 판막에 의해 이루어지는데, 이러한 환형동물의 심장이 가장 기본적인 구조라 할 수 있다.
절지동물의 심장은 '심문(心門)'이라고 하는 구멍이 뚫려 있는 것이 특징이며, 등쪽에 관 모양을 하고 있어서 '관심장'이라고 부른다. 이러한 관벽의 양쪽에는 근육'익상근'이 붙어 있어서 심장의 수축 운동을 맡는다. 바퀴벌레·지네 등은 원시적인 심장을 가지고 있는데, 배혈관이 넓어진 것 같은 심장이 배쪽에서부터 가슴 부위까지 이르고 있다. 심문은 심장의 좌우로 뚫려 있는데, 둘레는 판막으로 덮여 있다. 심장이 수축할 때는 판막이 닫히고 혈액은 동맥 속으로 보내지며, 심장이 이완할 때는 심문의 판막이 열려 심장 속으로 혈액이 흘러들어가도록 되어 있다. 바퀴벌레는 심문이 13쌍이나 있고, 지네 무리는 100쌍 이상의 심문이 있다. 절지동물의 혈관계는 동맥의 끝이 열려 있는 개방 혈관계이므로, 심장에서 보내진 혈액은 동맥을 통하여 체내의 조직으로 흘러들어 다시 심장으로 돌아온다.
연체동물의 심장은 심방과 심실로 이루어져 있으며 위심강(圍心腔)으로 싸여 있다. 심실은 1개이지만, 심방의 수는 종류에 따라 다르다. 이를테면 부족류는 2개, 권패(나사조개)는 1개, 오징어·문어는 2개로 되어 있다. 또 혈액의 역류를 막도록 심실과 심방, 심실과 동맥 사이에는 판막이 있다. 심실에서는 2개의 동맥이 나오는데, 하나는 머리로, 또 하나는 내장으로 뻗어 있다. 오징어·문어 등의 두족류는 2심방 1심실의 심장 외에, 좌우 아가미의 뿌리 밑에 아가미 심장이라는 특수한 기관이 1개씩 있어서 아가미로 정맥혈을 보낸다.
척추동물의 경우, 진화의 과정에서 육지 생활에 적응함에 따라 심장의 구성에도 변화를 볼 수 있다. 어류의 심장은 모두 1심방 1심실이지만, 양서류 이상의 동물은 심방이 2개이다. 양서류의 심장은 2심방 1심실로서, 심실이 1개이기 때문에, 2개의 심방에서 온 혈액이 심실에서 섞인다. 한편, 파충류의 심장은 심실 안에 격벽이 생겨서, 정맥혈과 동맥혈이 혼합되는 것을 어느 정도 막아주는 2심방 불완전 2심실의 구조를 나타낸다. 조류·포유류의 심장은 2심방 2심실로서, 심방·심실이 각각 좌우로 완전히 나뉘어 있기 때문에 정맥혈과 동맥혈이 섞이는 일이 없다. 이러한 사실은 조류·포유류가 일정하게 체온을 유지하여 활발히 활동하는 데 있어서 중요한 점이다.

### 심방과 심실
심장은 2심방 2심실로 구성되어 있다. 첫 번째 방은 우심방과 우심실로, 온 몸에서 온 혈액은 상하 대정맥에 의해 우심방으로 돌아가며, 심실과의 경계인 방실판(房室瓣)을 통해서 우심실로 들어간다. 여기에서 밀려나오면 폐동맥을 통해서 폐로 보내진다. 우심실과 폐동맥의 경계에는 폐동맥판이 있다. 두 번째 방은 좌심방과 좌심실이다. 폐에서 나온 혈액이 4개의 폐정맥에서 좌심방으로 돌아오면 심실과의 경계인 방실판(2첨판)을 통해서 좌심실로 들어가고, 여기에서 밀려나오면 대동맥으로 유출되어 온몸으로 보내진다. 좌심실과 대동맥과의 경계에는 대동맥판이 있다. 이 두 개의 방은 심방과 심방, 심실과 심실이 인접해 있고, 좌우를 구획하는 막을 각각 심방 중격(中隔)·심실 중격이라 한다. 심방 중격은 비교적 엷은 막으로, 태생기에 아래위에서 뻗어나와 중앙부에 구멍이 남는데, 출생후 1년 정도 되면 폐쇄된다. 심실 중격은 근육으로 된 두꺼운 벽으로, 태생기에 심첨(心尖)에서 뻗어나와 위쪽에 근육이 없는 곳에 약간 남을 뿐으로 좌우가 완전히 분리된다. 이 분리가 제대로 형성되지 않고 좌우 심실 사이에 연락 구멍이 남는 상태가 심실 중격 결손이다.
심방과 심실 벽은 심장에 독특한 근육(심근)으로 되어 있다. 완성된 심장의 심방은 약 절반 정도가 원래의 심방(심근 벽을 가진 심방)이고, 나머지 부분은 원래는 정맥관이었던 것이 심방에 받아들여진 것이다. 그래서 이 부분은 벽이 엷다. 심실벽은 모두 심근으로 되어 있는데, 좌심실 벽은 우심실 벽보다 3~4배로 심장 구조 중 가장 두껍다. 이것은 우심실은 혈액이 폐에만 도달할 정도의 힘으로 밀어내면 되지만 좌심실은 온몸에 혈액이 전달되도록 강한 힘으로 밀어내야 하기 때문이다. 심실 내면에는 심근이 불규칙하게 융기해 있는데, 이를 육주(肉柱)라고 한다. 그중 몇 개는 특히 잘 발달하여 손가락 모양으로 돌출해 있으며, 이를 유두근(乳頭筋)이라 한다. 유두근 끝에는 이첨판이나 삼첨판의 끝부분이 뻗어나온 건삭(腱索)이 붙어 있다. 심방이나 심실 내면은 심내막이라 하며, 한 겹의 엷은 막으로 덮여 있다.

### 심장벽의 혈관
심장 내부에는 혈액이 흐르고 있는데, 이 혈액에서 심근 등이 산소나 영양을 받아들이는 것은 거의 불가능하다. 그것은 혈액이 빠른 속도로 흐르고 있기 때문에 두꺼운 근육으로 된 내부와의 사이에서 물질 교환을 할 시간적 여유가 없기 때문이다. 심근의 영양은 관상동맥에 의해 보급된다. 이 동맥은 대동맥 기부에서 대동맥판 바로 근처까지 가지가 갈라지며, 대동맥의 첫 가지이다. 관상동맥은 좌우 2개가 나오는데, 약 60% 정도의 사람이 오른쪽 관상동맥이 약간 굵고 길다. 관상동맥은 심방과 심실 사이의 경계에 있는 홈(관상구)을 따라 달리며, 그 도중에 심방과 심실로 가지를 보낸다. 관상정맥은 동맥과 거의 나란히 달리며, 심장 뒷면에 있는 관상 정맥동에 모여 우심실로 들어간다.
- 대동맥(Aorta): 심장의 좌심실에서 온몸으로 혈액을 보내는 혈관.
- 대정맥(Vena Cava): 전신에서 모인 혈액을 심장의 우심방으로 보내주는 혈관.
- 심방(Atrium): 심장에서 정맥과 연결되어있는 부분.
- 심실(Ventricle): 심장에서 동맥과 연결되어있는 부분.
- 반월판(Semilunar valves): 우심실과 폐동맥 및 좌심실과 대동맥 사이에 있다.
- 삼첨판(Tricuspid): 우심방과 우심실 사이에 있다.
- 이첨판(Bicuspid): 좌심방과 좌심실 사이에 있다.
- 심근(Myocardium): 심장벽의 중층(심근층)을 이루고 있는 두꺼운 근육.
- 정맥(Vein): 몸의 각 부분에서 혈액을 모아 심장으로 보내는 혈관.
- 동맥(Artery): 심장 박동에 의해 밀려나온 혈액을 온몸으로 보내는 혈관.
- 심장막(Pericardium): 심장을 싸고 있는 이중의 낭상막(囊狀膜)으로 심낭(心囊)이라고도 한다.

## 심장의 특징과 위치
심장은 근육으로 구성되어 있으나 속이 비어 있는 장기이며 무게는 약 250~300그램이다. 심장은 양쪽 폐 사이의 공간에 위치하며, 정중선상에서 볼 때 2/3가 왼쪽으로 치우쳐 있고 횡격막 위에 얹혀져 있다. 심장의 경계는 위쪽은 제2늑연골, 오른쪽은 흉골의 약간 오른편, 왼쪽은 제3~5늑연골까지 걸쳐 있다.

## 심장이상에 따른 질병
- 심정지: 심정지는 원인이 아니라 결과이므로 병명으로는 잘 쓰지 않으며, 죽음의 원인도 된다.
- 심근경색증: 관상동맥에 의한 심근으로의 산소의 수요·공급이 불균형하여 산소부족상태가 지속된 결과, 심근세포에 비가역성 변화가 일어나서 심근의 수축기능이 장애를 받는 질환
- 동맥경화증: 동맥벽에 비후나 조직의 변성이 일어나서 경화하는 질환
- 고혈압 또는 저혈압: 심장 또는 혈관계의 기능 부전 등으로 정상혈압 범위를 벗어난 상태
- 이첨판 폐쇄부전증
- 부정맥

## 심장의 식용
소, 양, 돼지, 닭 등의 가금류의 심장이 여러 나라에서 식용으로 쓰인다. 심장은 내장으로 분류되지만 근육 때문에 맛은 보통 육고기와 같다. 맛과 생김새가 사슴고기와 유사하다. 대한민국에서 만들어지는 순대의 '염통' 부분도 돼지의 심장에 해당된다.

## 심장 전기 전도계
굴심방결절에서 만들어진 심박조율기 신호는 우심방을 따라 방실결절로 전해진다. 이후 히스다발을 지난 후 다발가지까지 전해져 심근의 수축을 일으킨다. 수축 신호는 우심방과 좌심방의 수축을 먼저 일으키고 그 다음에 우심실과 좌심실을 수축시킨다. 이 과정을 통해 혈액을 온몸으로 펌프질할 수 있다.
심장 전기 전도계는 특수화된 심근세포로 구성되어 있고 심근층에 존재한다. 심장 전기 전도계는 섬유성의 심장골격으로 둘러싸여 있다. 전기 전도계의 신호는 심전도로 관찰할 수 있다. 전기 전도계의 기능 이상은 불규칙하거나, 빠르거나, 느린 심장 리듬을 만들어 부정맥의 원인이 될 수 있다.
심근은 신경 세포나 골격근과 비슷한 점도 일부 있고 중요한 특수 기능도 가진다. 신경 세포처럼 심근세포는 휴지기에 음의 막 전위를 가진다. 역칫값보다 큰 자극이 주어지면 전압 개폐 이온 통로를 열리도록 유도해 세포 안으로 양이온이 들어온다. 양이온이 세포 안으로 들어오면 활동전위의 탈분극을 일으킨다. 골격근에서처럼 탈분극은 전압 개폐 칼슘 통로가 열려 가로세관(T-세관)에서  Ca2+가 방출되도록 만든다. 칼슘이 들어오면 근소포체에서 칼슘 유도 칼슘 방출(CICR)을 일으키고 유리된 Ca2+가 근수축을 일으킨다. 약간의 지연 이후 칼륨 통로가 다시 열려 K+이 세포 밖으로 나가며 재분극을 일으키고 막 전위는 휴지기로 돌아간다.

## 추가 사진

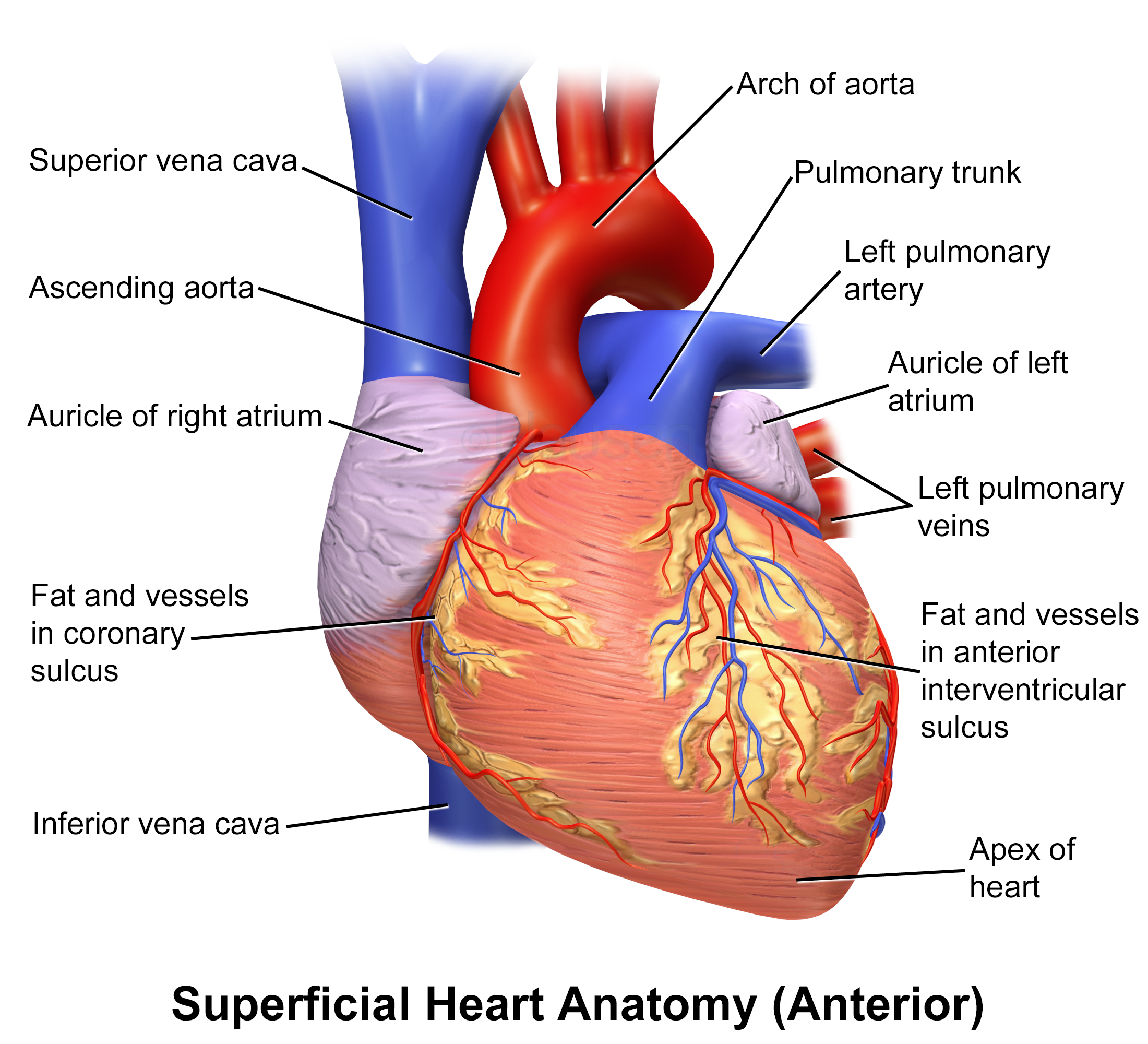
앞에서 본 인간의 심장
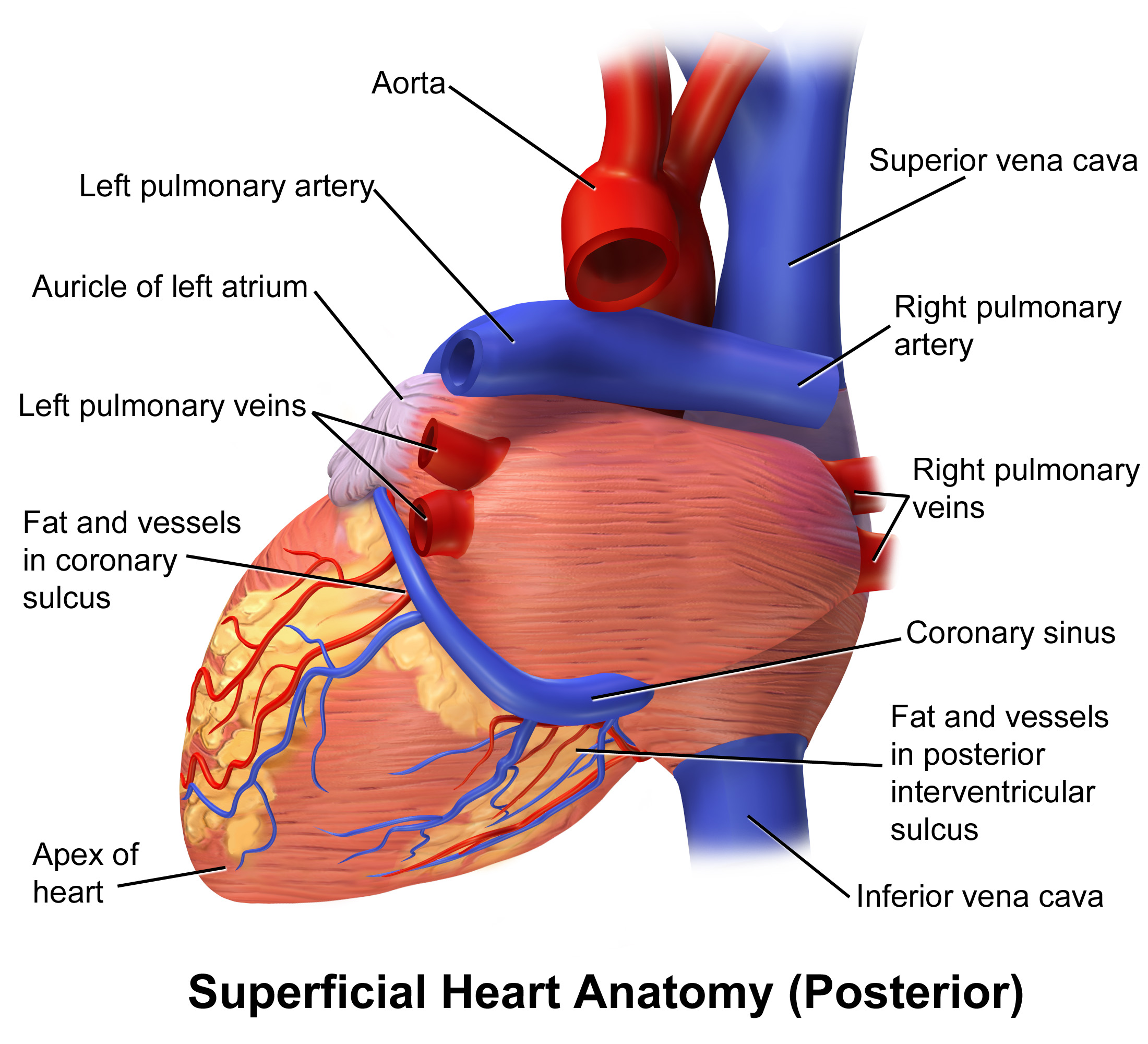
뒤에서 본 인간의 심장
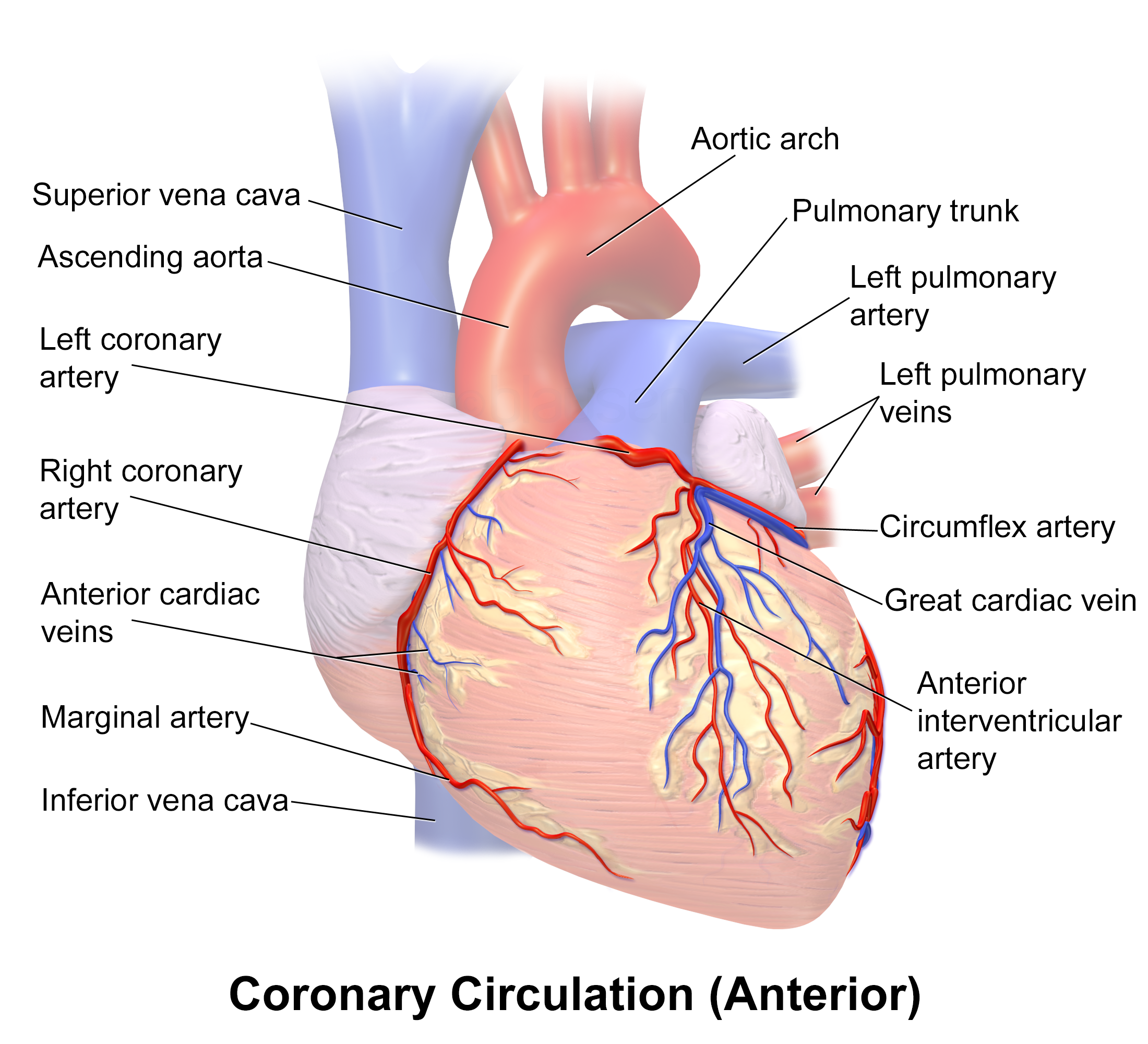
관상순환
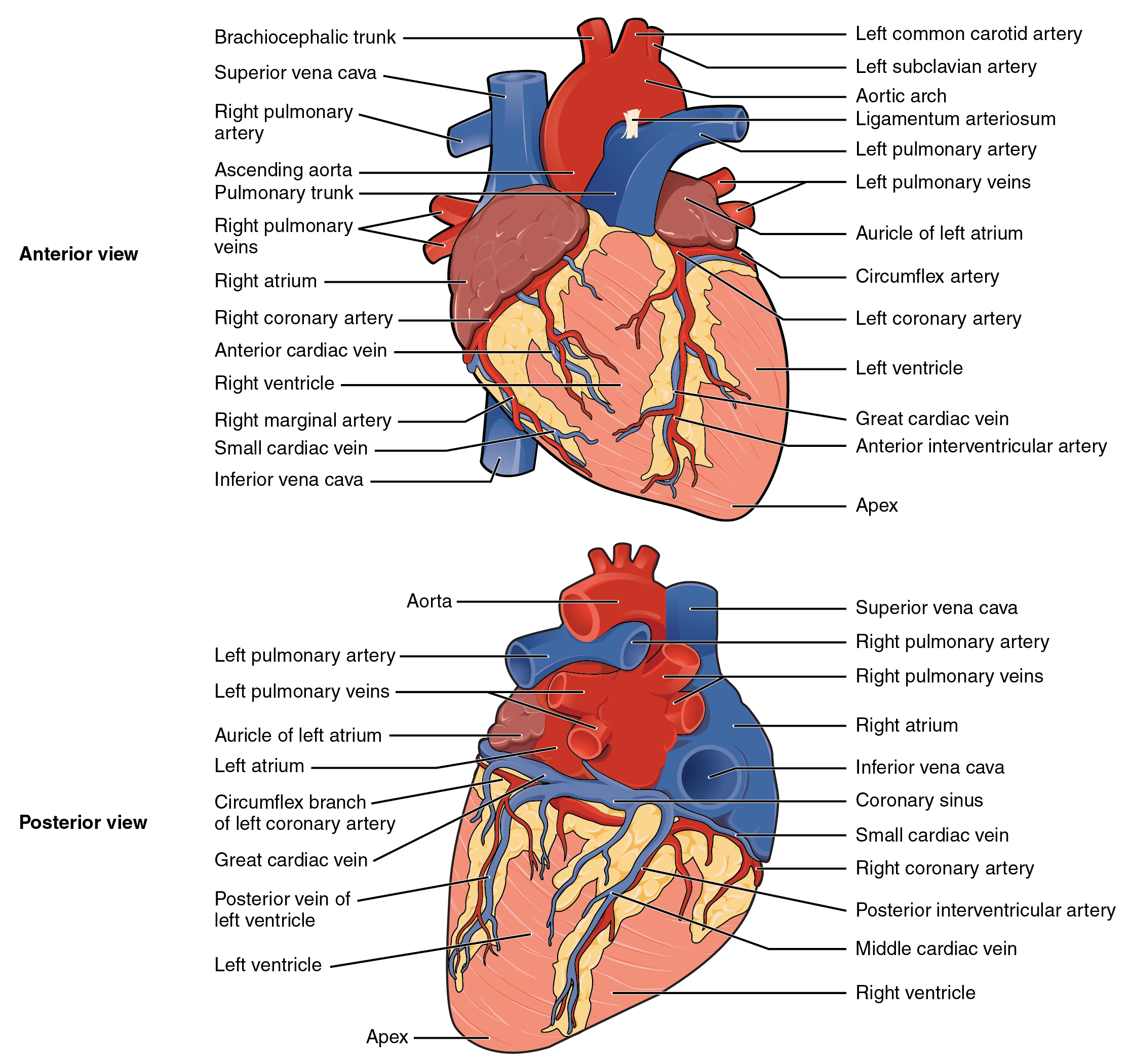
앞뒤에서 본 인간의 심장
인간 심장의 전면부
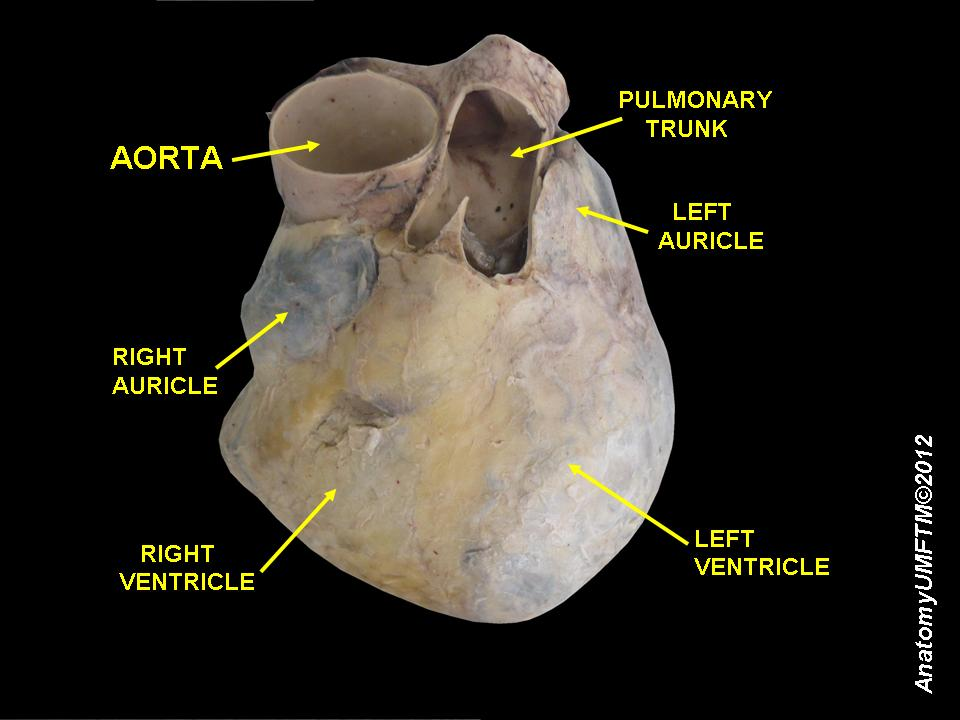
심장의 해부학 표본
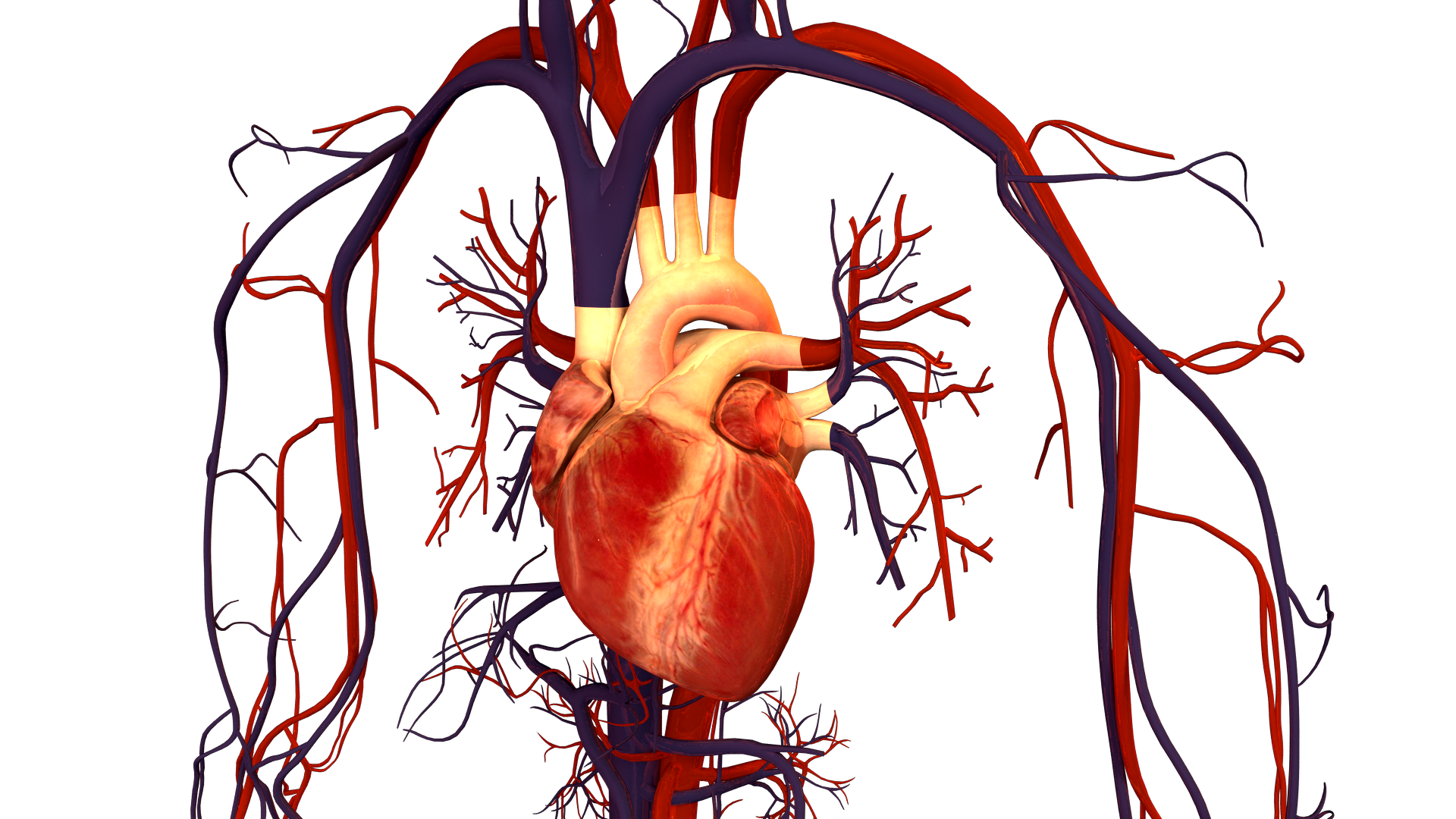
심장과 순환계의 그림

## 같이 보기
- 심장학
- 대사 증후군(메터볼릭 신드롬)
- 인슐린 저항성(IR)
- 심장대사(cardio-metabolism)
- 지질대사
- 심장 마비
- 심근 경색
- 피트산(en:Phytic acid, IP6)
- 디톡스(Detox, 해독)